# زبان نبطی
زبان نَبَطیِ آرامی گونه‌ای از زبان آرامی غربی است که در کتیبه‌های اقوام نبطی در صحرای نِگِب واقع در شرق کرانهٔ رود اردن و صحرای سینا مورد استفاده بوده‌است. در اوایل عصر طلایی اسلامی مورخان عرب از واژهٔ «نبطی» برای اشاره به دیگر زبان‌های آرامی شرقی بابل در دشت عراق و بیابان سوریه سود می‌جستند.

## پیدایش
با فروپاشی امپراتوری هخامنشی (۳۳۰ پیش از میلاد) زبان آرامی نیز به‌طور فزاینده‌ای اهمیت خود را به عنوان زبان رایج در خاورمیانه از دست داد. زبان یونانی در کنار آن قرار گرفت و فرهنگ نوشتاری که قبلاً یکپارچه می‌نمود از هم گسسته شده و به مدارس محلی رانده شده و گویشهای قدیمی هم‌زمان به اندازه زبان‌های مکتوب اهمیت یافت. زبان نبطی یکی از این گویشهای محلی بود که کتیبه‌های نبطی دو قرن پیش از میلاد نشانه‌ای از گسترش یکی از این زبان‌های محلی است.

## طبقه‌بندی زبانی و اهمیت این زبان
زبان نبطی شاخه‌ای از زبان‌های آرامی باستان بود که با افزایش مهاجرت قبایل عرب کوچ‌نشین به‌طور فزاینده‌ای تحت تأثیر زبان عربی قرار گرفت. از دورهٔ اسلامی نفوذ زبان عربی به حدی گسترش یافت که می‌توان گفت زبان نبطی به‌طور کامل به زبان عربی منتقل یا تبدیل شد.
پیشتر، پژوهشگران دربارهٔ ریشهٔ خط عربی به دو گروه تقسیم شده بودند. گروهی که اکنون در حاشیه‌اند ریشهٔ خط عربی را سریانی که خود مشتق از خط آرامی شاهنشاهی است می‌دانند. گروه دوم به رهبری تئودور نُلدِکه ریشهٔ خط عربی را خط نبطی می‌دانند. این نظریه توسط جان هیلی تأیید شد و به‌طور کامل در پژوهش‌های او دربارهٔ الفبای عربی و سریانی مستند ساخته است. کتیبه‌های به دست آمده در کاوش‌های باستان‌شناختی در ام‌الجمال در اردن که تاریخ آن مربوط به سدهٔ ششم میلادی است، تأییدی بر اشتقاق خط عربی از خط نبطی و تولد انواع نوشته‌های عربی منسوخ‌شده می‌باشد.

## انحطاط زبان نبطی
نبطی زبانی بود که همیشه تحت تأثیر محیط تاریخی و جغرافیایی پیرامون خود بود. زبان نبطی در آغاز توسط آرامیان استفاده می‌شد و بنابراین بیشترین تأثیر را از واژگان و نام‌های آرامی گرفته‌است. اما در آغاز قرن چهارم میلادی، به‌طور فزاینده‌ای مورد استفاده عربی‌زبانان قرار گرفت و بنابراین تحت نفوذ زبان عربی قرار گرفت. مطابق نظر «کانتینو» متخصص زبان‌های سامی، با ظهور زبانی عربی، استفادهٔ گسترده از زبان نبطی پایان یافته و این زبان در زبان عربی حل شده‌است. در این فرایند زبان نبطی به تدریج از عناصر زبان آرامی خالی شده و عناصر زبان عربی با موفقیت جایگزین آن شده‌است.
در حالی که این نظریه به‌طور گسترده‌ای مورد قبول واقع شده‌است، از سوی افرادی مانند «ام اوکانر» مورد مناقشه قرار گرفته‌است که معتقد است هر چند ممکن است نظریه کانتینو از لحاظ تاریخی درست باشد اما روش تحقیق او که منجر به این نتیجه‌گیری شده فاقد شواهد لازم بوده و ممکن است گمراه‌کننده باشد.

## شواهد
شواهد زبان نبطی را می‌توان در نوشته‌هایی که در شهرهای پترا و بصری و الحجر (یا مداین صالح) یافت و نیز کتیبه‌های کوچک متعددی که از جنوب شبه‌جزیره سینا به دست آمده و نیز متون دیگری در «قمران» یافت.
اولین کتیبه نبطی در «الوسا» که در حال حاضر در منطقه نقب در اسرائیل واقع شده، یافت شد. کتیبه به «آرتاس» پادشاه نبطی اشاره می‌کند. «یوسف ناوه» معتقد است که این کتیبه که می‌توان آن را به آرتاس یکم مرتبط دانست، فاقد برخی از عناصر زبان نبطی بوده و بیشتر به نوشته‌های آرامی و یهودی شباهت دارد. از این رو برخی از محققان ادعا می‌کنند اولین کتیبه نبطی در پترای اردن یافت شده که تاریخ آن مربوط به اواخر عصر هلنی در سال ۹۶ یا ۹۵ پیش از میلاد است.
تا کنون بیش از ۴۰۰۰ کتیبه به نبطی یافت شده‌است. بسیاری از کتیبه‌های یافت شده نوعی سنگ قبر یا نوشته‌ای رسمی است. قدیمی‌ترین کتیبهٔ یافت‌شده به خط شکسته در «هوروات رقیق» در نزدیکی شهر بئرشبع اسرائیل به دست آمده است. این کتیبه نه تنها به خاطر قدمت آن بلکه به دلیل آن که با استفاده از جوهر بر روی یک تخته‌سنگ بزرگ نوشته شده‌است منحصر به فرد است.
اکثریت قریب به اتفاق نوشته‌های نبطی یافت‌شده حکاکی بر روی سنگ می‌باشد، مانند کتیبه «آشلا» در پترا (۹۵ سال پیش از میلاد)، کتیبه‌ای که به الهه «الکوتبا» در «وادی تومیلات» اهدا شده (۷۷ سال پیش از میلاد) و کتیبهٔ «ربئیل» در پترا (۶۶ سال پیش از میلاد). در برخی از حفاری‌ها نوشته‌هایی بر اشیای فلزی به دست آمده است؛ مانند بسیاری از نوشته‌های حک‌شده بر روی سکه‌های فلزی. حفاری در وادی موسی در جنوب اردن منجر به کشف ده‌ها قطعهٔ برنزی با نوشته‌های نبطی شد که در عین حال چیستی این قطعات نامشخص است. مهم‌ترین آن‌ها نوشته‌ای است که بر روی یک پیه‌سوز برنزی است که در وادی موسی کشف شده که آن را یک کاهن و پسرش به «اوبوداس» تقدیم کرده‌اند و تاریخ آن به سلطنت پادشاه نبطی «ربئیل دوم» که بین سال‌های ۷۰–۱۰۶ حکومت می‌کرده، برمی‌گردد.
گمان می‌رود غلبهٔ امپراتوری روم بر پترا در سال ۱۰۶ میلادی باعت توقف استفاده از زبان نبطی در این منطقه شده باشد. در پترا نوشته‌ای که تاریخ آن پس از الحاق پترا به امپراتوری روم باشد یافت نشده است. جدیدترین نوشتهٔ نبطی که یافت شده است در منطقهٔ حجاز در شمال عربستان سعودی بوده، تاریخ آن به سال ۳۵۶ میلادی بازمی‌گردد.

## خط نبطی
ویژگی خط نبطی شکستگی و حالت انحنای آن است. الفبای نبطی خود از توسعهٔ الفبای زبان آرامی شکل گرفته‌است و الفبای عربی به نوبهٔ خود از انواع شکستهٔ نوشتار نبطی در قرن پنجم میلادی پدید آمده است.